# Journal de rue de l'Estrie
Le Journal de rue de l'Estrie est un journal de rue de Sherbrooke, au Québec. Fondé dans le but de « donner une voix aux sans voix », ce bimestriel a pour mission l'intégration sociale et économique de personnes vivant des situations précaires.

## Histoire
Le projet d'établir un journal de rue à Sherbrooke a été amorcé en 1999, sous l'impulsion de Lise Boulanger, qui avait pour ambition de créer un équivalent du périodique montréalais L'Itinéraire. Le journal voit le jour le 10 juillet 2002, sous le nom de L'Espoir, après plusieurs années de démarches et de financement difficiles.
Peu de temps après son lancement, le journal connait des difficultés financières et manque de fonds pour couvrir ses coûts d'impression et d'administration. Il a fait appel à la générosité de la population pour assurer sa survie et sa mission . Un an après son lancement, des tensions internes conduisent au congédiement de la fondatrice du projet, qui dénonce publiquement la situation. Le journal change alors de nom pour Le nouvel Espoir, sous l'égide d'une nouvelle direction.
En 2017, le journal, qui était devenu le Journal de rue de Sherbrooke, change de nouveau de nom et devient le Journal de rue de l'Estrie. Ce changement vise à mieux refléter l’ambition du journal de toucher une plus large population et d'élargir son influence à l'ensemble de la région estrienne. Le journal commence alors à se déployer dans d'autres secteurs, tout en poursuivant sa mission d’intégration sociale pour les participants.

## Impact et reconnaissance
Le Journal de rue de l'Estrie se prévaut d'une certaine reconnaissance dans la population sherbrookoise. Ainsi, ses activités ont fait l'objet d'un livre et de reportages télévisées.
Par ailleurs, le Journal de rue de l'Estrie a été sélectionné de manière récurrente par la population de Sherbrooke pour bénéficier du Fonds d'investissement citoyen de Sherbrooke,. Ce fonds, créé par la députée Christine Labrie, soutient des projets communautaires et sociaux en allouant des subventions aux initiatives qui ont reçu le plus de votes des citoyens de Sherbrooke.
De plus, certains de ses camelots du journal sont devenus des figures locales familières. Le 31 août 2023, un hommage notable a été rendu à Rosaire Morneau, camelot emblématique, décédé en décembre 2022 à 70 ans. Rosaire, qui vendait principalement ses journaux au Marché de la gare de Sherbrooke, était bien connu des visiteurs et des travailleurs du lieu. Pour célébrer son impact, l'espace Rosaire-Morneau a été nommé en son honneur au marché.